# Kentropyx altamazonica
Espèce
Synonymes
- Centropyx altamazonicus Cope, 1875
- Kentropyx williamsoni Ruthven, 1929

Kentropyx altamazonica est une espèce de sauriens de la famille des Teiidae.

## Répartition
Cette espèce se rencontre :
- au Venezuela ;
- en Colombie ;
- en Équateur ;
- au Pérou ;
- en Bolivie dans les départements de Cochabamba, de La Paz et de Santa Cruz ;
- au Brésil dans les États d'Amazonas, du Pará et du Mato Grosso.

## Publication originale
- Cope, 1875 : Report on the Reptiles brought by Professor James Orton from the middle and upper Amazon and western Peru. Journal of the Academy of Natural Sciences of Philadelphia, sér. 2, vol. 8, p. 159-183 (texte intégral).